# Arrondissement di Saint-Louis-du-Nord
L'arrondissement di Saint-Louis-du-Nord è un arrondissement di Haiti facente parte del dipartimento del Nordovest. Il capoluogo è Saint-Louis-du-Nord.

## Geografia antropica

### Suddivisioni amministrative
L'arrondissement di Saint-Louis-du-Nord comprende 2 comuni:
- Saint-Louis-du-Nord
- Anse-à-Foleur